# Phoenix Mercury 2007
La stagione 2007 delle Phoenix Mercury fu l'11ª nella WNBA per la franchigia.
Le Phoenix Mercury vinsero la Western Conference con un record di 23-11. Nei play-off vinsero la semifinale di conference con le Seattle Storm (2-0), la finale di conference con le San Antonio Silver Stars (2-0), vincendo poi il titolo WNBA battendo nella finale le Detroit Shock (3-2).

## Roster
| N° | Naz.                   | Ruolo | Sportivo            | Anno | Alt. | Peso |
| -- | ---------------------- | ----- | ------------------- | ---- | ---- | ---- |
| 0  | Stati Uniti (bandiera) | AC    | Olympia Scott       | 1976 | 188  | 79   |
| 2  | Stati Uniti (bandiera) | G     | Kelly Miller        | 1978 | 178  | 64   |
| 3  | Stati Uniti (bandiera) | G     | Diana Taurasi       | 1982 | 183  | 78   |
| 4  | Brasile (bandiera)     | G     | Adrianinha          | 1978 | 168  | 64   |
| 11 | Stati Uniti (bandiera) | C     | Kelly Schumacher    | 1977 | 196  | 83   |
| 12 | Australia (bandiera)   | A     | Belinda Snell       | 1981 | 180  | 77   |
| 13 | Australia (bandiera)   | A     | Penny Taylor        | 1981 | 185  | 76   |
| 21 | Stati Uniti (bandiera) | A     | Jennifer Lacy       | 1983 | 191  | 79   |
| 23 | Stati Uniti (bandiera) | G     | Cappie Pondexter    | 1983 | 173  | 73   |
| 24 | Stati Uniti (bandiera) | G     | Jennifer Derevjanik | 1982 | 178  | 64   |
| 33 | Stati Uniti (bandiera) | G     | Kelly Mazzante      | 1982 | 180  | 71   |
| 37 | Stati Uniti (bandiera) | C     | Teana Miller        | 1980 | 191  | 100  |
| 50 | Stati Uniti (bandiera) | AC    | Tangela Smith       | 1977 | 191  | 72   |

## Staff tecnico
Allenatore: Paul Westhead

Vice-allenatori: Corey Gaines, Bridget Pettis, Julie Brase

Preparatore atletico: Tamara Poole